# Adolf Dietrich Weber
Adolf Dietrich Weber, född 17 juni 1753 i Rostock, död 18 november 1817, var en tysk jurist.
Weber verkade först som sakförare i Rostock, blev 1784 extra ordinarie professor och 1786 ordinarie professor vid Kiels universitet samt 1791 vid Rostocks universitet. Han var en av Tysklands främsta författare på civilrättens område och ägnade sig även åt naturrätten.
Webers processuella skrifter Ueber die Prozesskosten, deren Vergütung und Compensation (1788), Ueber die Verbindlichkeit zur Beweisführung im Civilprozess (1805, tredje upplagan genom August Wilhelm Heffter, 1845), Beiträge zu der Lehre von gerichtlichen Klagen und Einreden (1789 och senare upplagor), är förstahandsarbeten och användes av bland andra dansken Anders Sandøe Ørsted. Webers huvudarbete är Ueber Injurien und Schmähschriften (I–III, 1793–94 och 1800 samt senare upplagor).